# 李思聪
李思聪（？—？），字仲谋，湖廣桂阳州人。明朝初期政治人物、进士出身。

## 生平
洪武二十六年，湖南乡试中举。洪武二十七年（1394），登进士，授行人司行人。洪武二十九年（1396年），奉诏出使缅甸，并呈上《郤金诗》，明太祖朱元璋特旨嘉奖、赐衣。后升任江西布政司右参政，死于任内。

## 著作
著有《地理指蒙》二卷、《洞渊集》九卷，《百夷纪略》（又名《百夷传》）一卷。